# Heavener (Oklahoma)
Heavener est une ville du comté de Le Flore, dans l'État d'Oklahoma, aux États-Unis,. En 2010, elle compte une population de 3 414 habitants.

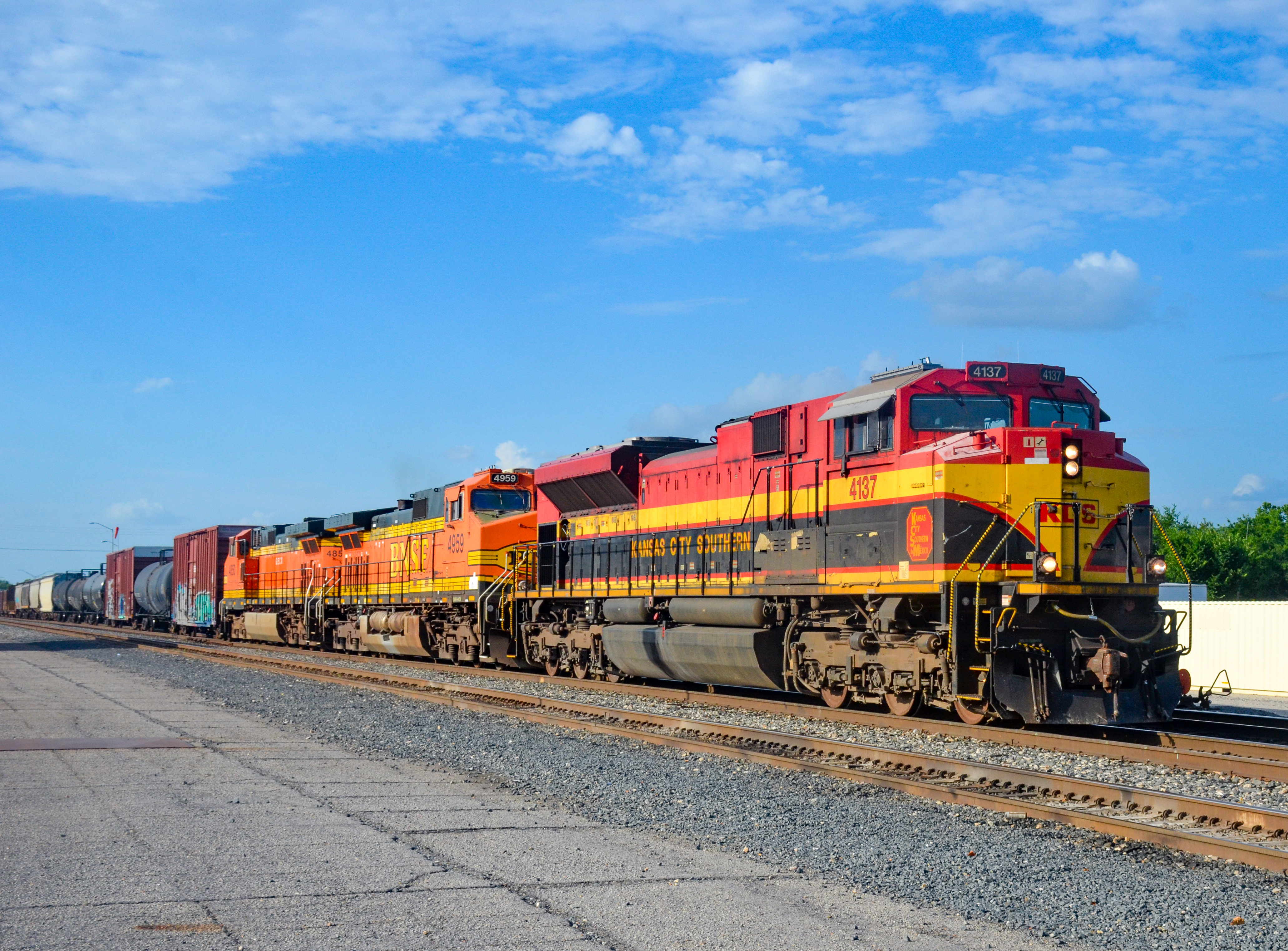
Un fret du sud de Kansas City quitte son chantier de Heavener

## Démographie
Lors du recensement de 2010, la ville comptait une population de 3 414 habitants, tandis qu'en 2019, elle est estimée à 3 301 habitants.